# Ігри з дияволом у кості
«Ігри з дияволом у кості» (англ. Devil's Dice) — американська пригодницька мелодрама режисера Тома Формана 1926 року.

## Сюжет
Роман, який почався під час Другої світової війни у Франції, між американським солдатом і французькою дівчиною, досягає свого апогею через кілька років в американському шахтарському містечку.

## У ролях
- Барбара Бедфорд  — Гелен Пейн
- Роберт Елліс — Ларрі Беннон
- Джозеф Суікард  — суддя Каспер Пейн
- Том Форман  — Оберфільд
- Джеймс Гордон  — Мартін Годфрі
- Джек Річардсон — Вейрі